# Corciano
Corciano is een gemeente in de Italiaanse provincie Perugia (regio Umbrië) en telt 21.398 inwoners (30-09-2017). De oppervlakte bedraagt 63,7 km², de bevolkingsdichtheid is 336 inwoners per km².

## Bezienswaardigheden
- Corciano behoort tot de lijst van I borghi più belli d'Italia.[3] De gemeente is niet alleen mooi gelegen op een heuvel, ten noorden van het Trasimeense Meer, ze heeft ook een op architecturaal vlak homogene woonkern behouden.
- De parochiekerk Santa Maria kan bogen op een retabel van Perugino dat uit 1513 dateert[4]. De zogeheten Pala di Corciano stelt de Assunzione della Vergine voor. Op de tweedelige predella kan een Annunciazione en een Adorazione del Bambino bewonderd worden.

## Demografie
Corciano telt ongeveer 6391 huishoudens. Het aantal inwoners steeg in de periode 1991-2001 met 16,5% volgens cijfers uit de tienjaarlijkse volkstellingen van ISTAT. Na 2001 bleef het inwonersaantal constant toenemen.
| Jaar | Inwoneraantal |
| ---- | ------------- |
| 1991 | 13.090        |
| 2001 | 15.256        |
| 2017 | 21.398        |

## Geografie
De gemeente ligt op ongeveer 408 m boven zeeniveau.
Corciano grenst aan de volgende gemeenten: Magione, Perugia.

## Geboren in Corciano
- Umberto Nicoletti (1864-1945), componist en dirigent

## Galerij

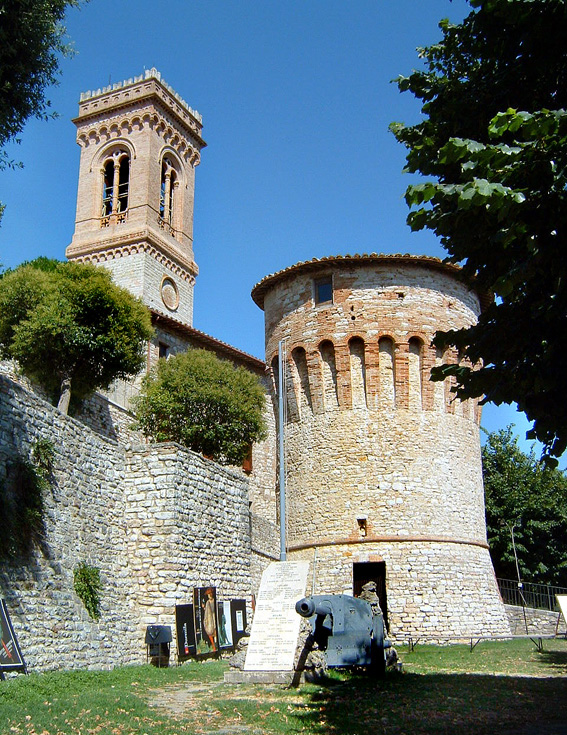
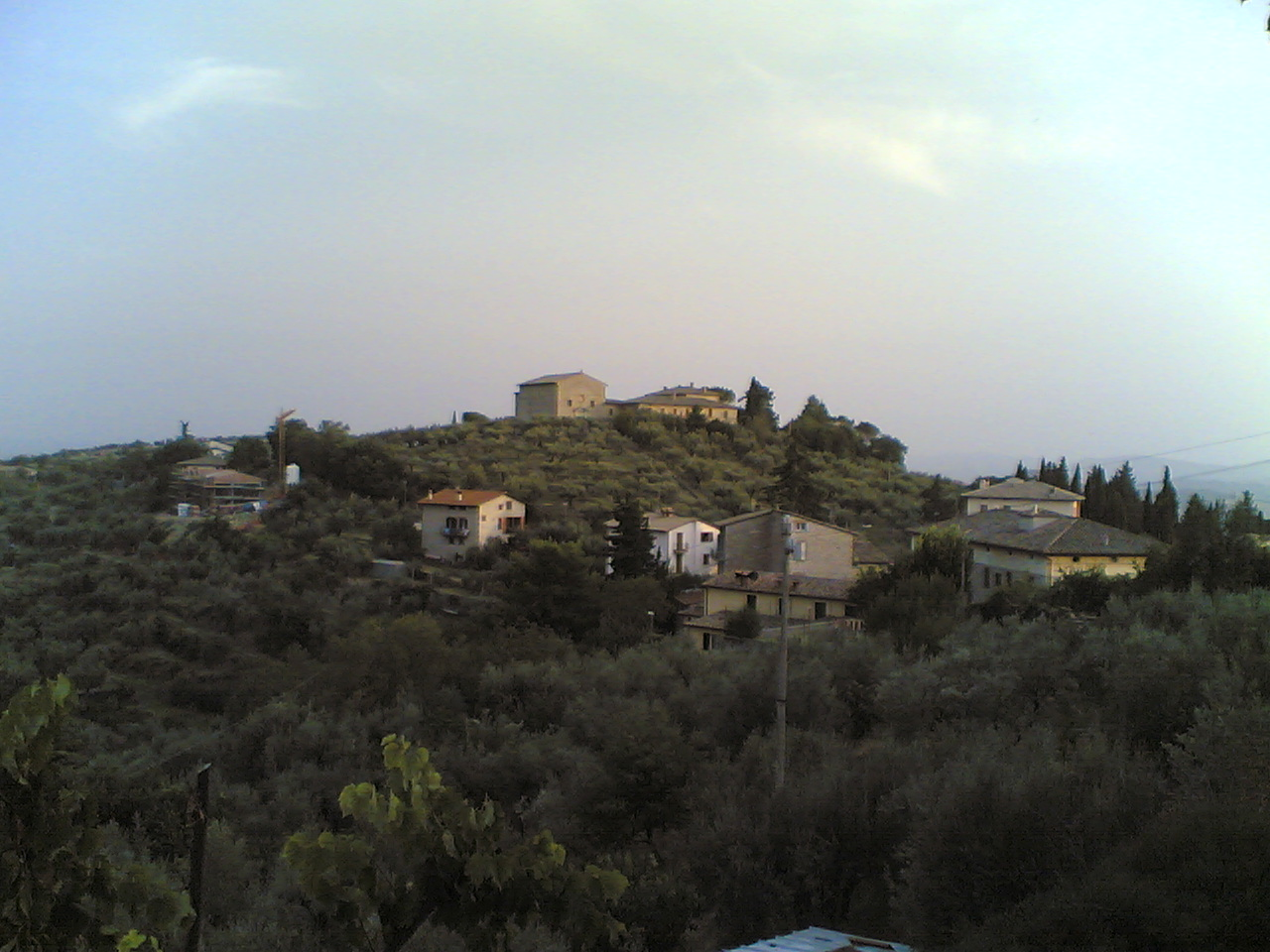
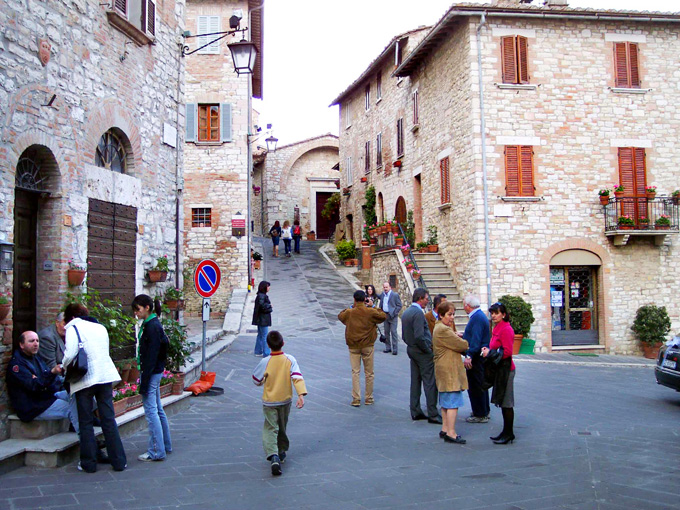
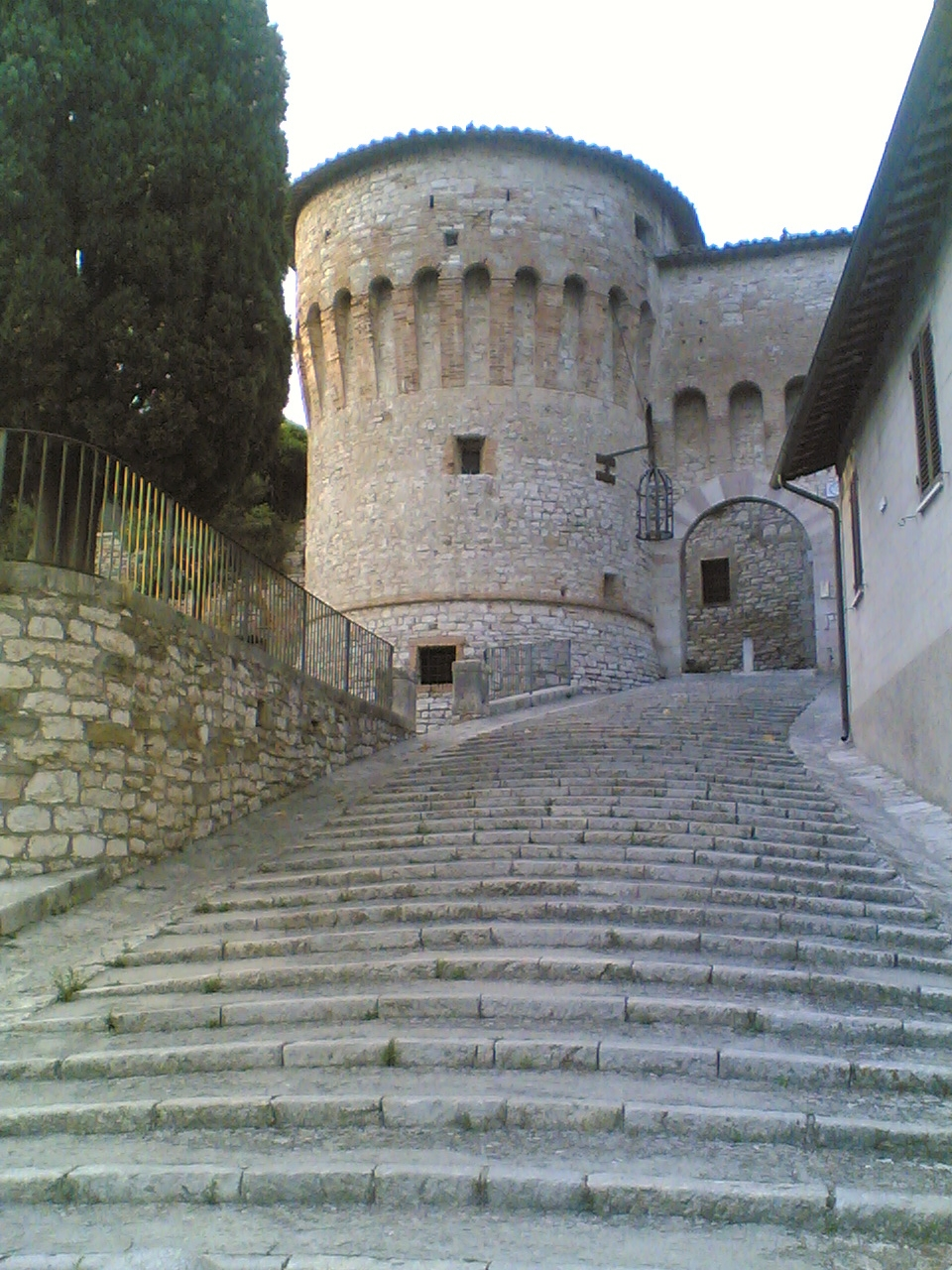